# Titanosuchus
Titanosuchus è un genere estinto di terapsidi, appartenente ai dinocefali. i cui resti fossili sono stati rinvenuti in Sudafrica in terreni del Permiano superiore (circa 259 milioni di anni fa).

## Descrizione
Il nome di questo animale significa “coccodrillo gigante”, ma l'aspetto doveva ricordare più quello di un varano lungo circa 2,5 metri che si muoveva alto sulle zampe. Il corpo, lungo e basso, era retto da potenti zampe armate di artigli. Il cranio era enorme, e dotato di una dentatura che includeva lunghi canini acuminati (da carnivoro) e denti posteriori che facevano supporre una dieta erbivora. Probabilmente il titanosuco era un onnivoro, e non doveva essere un terapside molto specializzato. Questo animale apparteneva ai dinocefali (“teste terribili”), che comprendevano anche animali ancora più grossi del titanosuco, come Moschops e Jonkeria.